# Променко
Промѐнко (на полски: Promienko) е село в Западна Полша, Великополско войводство, част от община Победжиска на Познански окръг.
Разположено е в Средноевропейската равнина, на 21 km източно от центъра на град Познан.
Селото е с население от 398 души (по преброяване от 2011 г.).